# Quinemurus numidus
Quinemurus numidus är en insektsart som först beskrevs av Navás 1928.  Quinemurus numidus ingår i släktet Quinemurus och familjen myrlejonsländor. Inga underarter finns listade i Catalogue of Life.